# Вейверс, Маргрет
Маргрет Вейверс (швед. Margreth Weivers, 24 июля 1926, Стокгольм — 3 февраля 2021, Стокгольм) — шведская актриса театра и кино.

## Биография
В девичестве Андерссон.
Впервые участвовала в программе «Детский почтовый ящик» (швед. Barnens brevlåda), когда ей было всего четыре года, а затем регулярно работала на радио. Несколько позже она сыграла детскую роль в драме «Император Португалии» (1939). В подростковом возрасте участвовала в создании развлекательной радиопрограммы «Счастливая восьмерка».
Училась в театральной школе Calle Flygare (1942—1944), в то же время у неё был студенческий контракт в «Europa FFil». После учёбы работала в Городском театре Мальме и на городском ипподроме. В 1951 году она получила стипендию Folkparkernas.
В 1953 году перешла в городской театр Норрчёпинга-Линчёпинга, где имела постоянную позицию до 1980 года. В 1954—1955 годах выступала в Новом театре в Стокгольме, в 1956—1957 в Хельсингборге. После этого она играла в Стокгольмском городском театре до 1985 года, пока не стала свободной актрисой.
Последней ролью Маргрет Вейвер в театре была невеста в «Сонате призраков» Августа Стриндберга в постановке Ингмара Бергмана в Королевском драматическом театре (2000 год).
Частным образом занималась обучению актёрскому мастерству.
Дебютировала в кино в 1943 году в фильме «När ungdomen vaknar» («Когда молодежь просыпается»).
За свою кинокарьеру снялась в более чем 100 фильмах.
В 2009 году получила Приз фестиваля (почётное упоминание в конкурсе короткометражных фильмов для Розенхилла)

## Личная жизнь
Была замужем за актёром Бертилом Норстрёмом с 1947 года до его смерти в 2012 году. В браке родился сын Пер Норстрём, ставший советником министра иностранных дел.

## Фильмография
- 2010 «Инспектор Винтер (сериал)»
- 2010 «Коридор»
- 2007 «Соната призраков»
- 2007 «Помогите!» (сериал)
- 2006 «Поиск»
- 2003 «Иллюзорные пути»
- 2000 «Ведьма в семье»
- 2000 «Собачий отель»
- 1998 «Дети стеклодува»
- 1997 «Комиссар Мартин Бек» (сериал)
- 1995 «Большие и маленькие люди»
- 1995 «Вендетта»
- 1994 «Руки»
- 1993 «Гедда Габлер»
- 1993—1997 «Ищейка» (сериал)
- 1993 Лотта 2 — Лотта уходит из дома
- 1993 Рогатка
- 1993 Весна радости
- 1992 Лотта с улицы Бузотёров
- 1991 Игрок в гольф по принуждению
- 1988—1989 Чудаки и зануды
- 1987 Девятая компания
- 1986 Палач и блудница
- 1986 В жизни и смерти
- 1986 Кулла-Гулла (мини-сериал)
- 1986 Моа
- 1986 Именем закона
- 1986 Пятое поколение
- 1986 Возлюбленная
- 1986 «Благословенные»
- 1984 Человек с Майорки
- 1981 Салли и свобода
- 1980 Швецию-шведам
- 1979—1983  Мадикен (сериал)
- 1970 «Шведская история любви»
- 1968 «Девушки»
- 1964 «Шведские картинки»